# Gerold Gruber

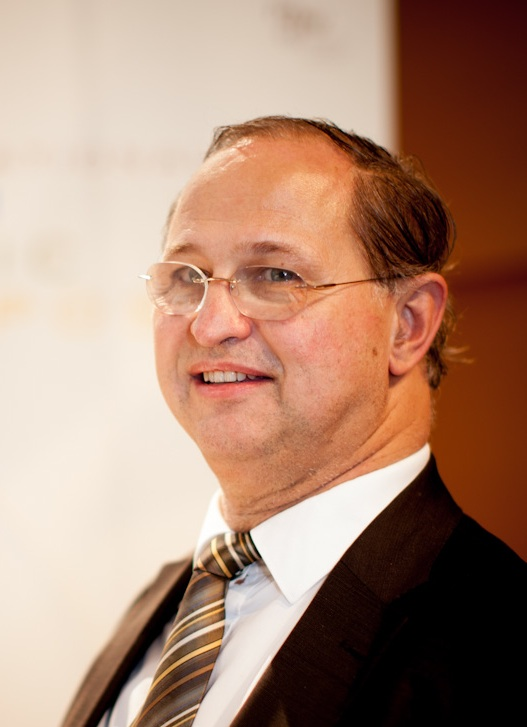
Gerold Gruber (2014)

Gerold W. Gruber (* 6. September 1958 in Wien) ist ein österreichischer Musikwissenschaftler, Universitätsprofessor an der mdw - Universität für Musik und darstellende Kunst Wien und Leiter des Exilarte Zentrum für verfolgte Musik der mdw.

## Leben
Gruber maturierte 1976 in Wien und absolvierte in Folge das Studium Musikwissenschaft und Kunstgeschichte an der Universität Wien. Zudem studierte er Stimmbildung an der damaligen Hochschule für Musik und darstellende Kunst in Wien sowie Pantomime bei Samy Molcho. Im Jahr 1982 wurde Gruber an der Universität Wien mit dem Dissertations-Thema „Der Niedergang des Kastratentums. Eine Untersuchung zur bürgerlichen Kritik an der höfischen Musikkultur im 18. Jahrhundert, aufgezeigt am Beispiel der Kritik am Kastratentum – mit einem Versuch einer objektiven Klassifikation der Kastratenstimme“ promoviert. In dieser Arbeit konnte er mittels Sonagramm nachweisen, dass nicht Alessandro Moreschi, sondern vermutlich dessen Schüler Domenico Mancini der „letzte Kastrat“ an der Sixtinischen Kapelle war.

## Akademische Tätigkeit
Nach der Mitwirkung an zahlreichen Projekten am Anton Bruckner Institut Linz (ABIL), der Kommission für Musikforschung (Österreichische Akademie der Wissenschaften) sowie der Herbert-von-Karajan-Stiftung (über perzeptive Vorgänge im Gehirn bei Musikhören und Musikausübung) war Gruber seit 1983 zunächst Assistent und ab 1994 Assistenzprofessor am Institut für Musikwissenschaft und Interpretationsforschung (ehemals Institut für Musikanalytik) an der mdw - Universität für Musik und darstellende Kunst Wien. Seit 1991 unterrichtet er Music Theory am Institute for European Studies (IES abroad).
Seine Habilitation verfasste er 2003 über das Thema „Eine überwältigende Vielheit dissonanter Klänge – Evaluation und Relevanz musikanalytischer Methoden in Relation zu Arnold Schönbergs Forderungen an eine zukünftige Musiktheorie, am Beispiel der Drei Klavierstücke op. 11“. Zudem initiierte er die Gesamtausgabe der Schriften Arnold Schönbergs, welche am Arnold Schönberg Center in Arbeit ist.
Gruber ist Mitglied der Österreichischen Gesellschaft für Musikwissenschaft sowie Mitglied des Advisory Board der International Association for Word and Music Studies. Er ist international als Vortragender gefragt (D, GB, F, I, SK, SL, PL, CHN, JPN sowie in den USA) und auch Veranstalter internationaler Symposien und Kongresse.
Gruber ist Mitglied mehrerer universitärer Gremien, u. a. Mittelbau-Vertreter im akademischen Senat und im Betriebsrat. Ebenso wirkte er als Stellvertretender Vorsitzender der Studienkommission für Doktoratsstudien und war dort maßgeblich für die Entwicklung des neuen PhD-Curriculums tätig (insbesondere hat er das DissertantInnenkolleg als gemeinsame Veranstaltung der DissertantInnen aller Fachrichtungen der Universität für Musik und darstellende Kunst Wien initiiert).

## Exil und Holocaust Dokumentation
2006 gründete er den Verein exil.arte, für dessen Arbeit er 2009 den „Golden Stars Award“ der Europäischen Union erhielt und 2010 den Bank Austria Kunstpreis International. 2010 bis 2013 leitete er das grenzüberschreitende EU-Projekt „Accentus Musicalis“ in Zusammenarbeit mit der VSMU Bratislava und dem Verein Musica aeterna. Seit 2012 ist er an dem internationalen Projekt ESTHER (Europäische Strategien zur Holocaust Erinnerung) beteiligt und veranstaltete zu diesem Thema ein internationales Symposium in Wien. 2016 wurde exil.arte als exil.arte Zentrum für verfolgte Musik als Forschungszentrum an der mdw etabliert. Die wissenschaftliche und gesellschaftspolitische Aufarbeitung der zahlreichen und wertvollen Nachlässe dient der Wiederentdeckung eines verschollenen Kulturerbes und der Weitergabe an zukünftige Generationen.

## Ausgewählte Publikationen
- Gerold W. Gruber (Hrsg.): Music – Lost & Found. Bedeutet 1945 auch das Ende der Multistilistik in der Komposition?. Beiträge des Symposiums Schwerin, 1.–4. Oktober 2015, 212 Seiten.
- Gerold W. Gruber. Accentus non solus musicalis sed etiam oratorius, in: Ders. (Hrsg.), Zur Geschichte und Aufführungspraxis der Musik des 16. – 18. Jahrhunderts in Mittel- und Osteuropa. Bratislava 2013, S. 21–29
- Gerold W. Gruber. Versuch einer Interpretationsanalyse der Sinfonia Nr. 6 (Hob. I:6) von Joseph Haydn, in: Eva Ferková (Hrsg.), Prezentácie – Konfrontácie 2012, Hudba v rakúsko-slovenskom regióne v 15. – 18. storocí / Musik des 15. – 18. Jahrhunderts in der Region Österreich-Slowakei. Bratislava 2013, S. 119–130
- Anthony Fox, Eva Fox-Gál (Autoren) / Gerold Gruber (Hg.): Hans Gál – Ein Jahrhundert Musik. 2016, Hentrich und Hentrich Berlin 2012, 88 Seiten.
- Brendan G. Carroll (Autor) / Gerold W. Gruber (Übersetzung). Erich Wolfgang Korngold – Das letzte Wunderkind. Böhlau, Wien 2012, 480 S.
- Gerold W. Gruber. Hans Keller – Functional Analysis, in: Gernot Gruber (Hrsg.), Mozartanalyse heute. Laaber 2013, S. 197–206.
- Reinhard Amon / Gerold W. Gruber. Lexikon der musikalischen Form. Nachschlagewerk und Fachbuch über Form und Formung der Musik vom Mittelalter bis zur Gegenwart, Doblinger/Metzler Wien 2011, 639 Seiten.
- Gerold W. Gruber (Hrsg.): Arnold Schönberg – Interpretationen seiner Werke, 2 Bde., Laaber 2002, 1064 Seiten.
- Gerold W. Gruber. Kastratensänger und Countertenors in: Österreichische Musikzeitschrift 37 (1982), S. 390ff.